# Gynoplistia (Gynoplistia) notabilis
Gynoplistia (Gynoplistia) notabilis is een tweevleugelige uit de familie steltmuggen (Limoniidae). De soort komt voor in het Australaziatisch gebied.